# ノラ猫三度笠
「ノラ猫三度笠」（ノラねこさんどがさ）は、日本の演歌歌手さくらまやの2枚目のシングルである。2010年3月3日発売。

## 概要
- 主人公のノラ猫が上京し天下を取ることが歌われている。
- 2010年3月12日に東京・自由が丘の猫カフェ「ねこカフェクラブ」で発売記念イベントを開催した。
- CDジャケット・PVで猫のコスプレをしている。

## 収録曲
1. ノラ猫三度笠(4:35)
作詞：水木れいじ、作曲：岡千秋、編曲：池多孝春
2. 日本全国元気節(3:41)
作詞：水木れいじ、作曲：岡千秋、編曲：丸山雅仁
3. ノラ猫三度笠［オリジナル・カラオケ］(4:35)
4. 日本全国元気節［オリジナル・カラオケ］(3:39)